# Прапор і герб кантону Аппенцелль-Іннерроден
Прапор і герб кантону Аппенцелль-Іннерроден містять чорного здибленого ведмедя на срібному тлі. Він ідентичний гербу кантону Аппенцелль до поділу в 1597 році. Ведмідь був взятий з герба княжого абатства Святого Галла і вже використовувався на Аппенцельському прапорі під час Аппенцелльських війн на початку XV століття.

## Опис
Герб кантону Аппенцелль-Іннерроден, за Мюлеманом (1977), виглядає так: у срібному полі здиблений чорний ведмідь з червоним язиком та кігтями.
Вексилологічний опис прапора Аппенцелля такий: «Білий прпор з чорним піднздибленим ведмедем, озброєний і посилений червоним». Ведмідь завжди повинен прямувати до жердини.
Прапор і герб ідентичні. На прапорі ведмідь рухається до древка, а на гербі — до геральдичної правої сторони.
За словами вексилолога Луїса Мюлемана ведмідь уособлює енергію, мужність та інтелект, якості, які аппенцеллери продемонстрували під час воєн за свою незалежність.

## Історія
Під час Аппенцельських війн на початку XV століття Аппенцелль повстав проти правління монастиря Санкт-Галлена. Аппенцельський прапор задокументовано ще в 1390 році; цей прапор, ймовірно, був ідентичним тому, що був втрачений поблизу Брегенца в 1408 році. За словами Йоахіма Вадіана (1484—1551), на ньому був зображений ведмідь Санкт-Галлена зі святим Маврикієм у кутовому чверті. Ведмідь є атрибутом святого Галла і використовувався на ранніх етапах друку княжого абатства Святого Галла та його володінь. Найстаріша печатка Аппенцелля 1401 року зображує ведмедя, що йде на чотирьох, з написом Universitas terre in Abbatiscella.
Найстарішими збереженими прапорами є прапор долини Урнеш (близько 1400 року) із зображенням ведмедя поруч із апостолом Пилипом, та національний прапор Аппенцелля (пізніше 1401 року), на якому зображено лише ведмедя на білому тлі. З 1429 року незалежний Аппенцелль був членом Швейцарської Конфедерації, приєднавшись до неї в 1513 році як останній із Тринадцяти старих кантонів. З цього часу кантон Аппенцелль також використовує герб із чорним ведмедем на срібному полі. Також зберігся прапор, який використовувався під час Швабської війни, що датується 1499 роком.
З самого початку було подбано про те, щоб геральдичною твариною був самець ведмедя, а не самка. Коли герб був опублікований у календарі 1477 року, стать тварини не можна було визначити. Це призвело до скандалу: уряд кантону вимагав від виробника знищити всі календарі.
У 1597 році з релігійних причин кантон Аппенцелль був розділений на два сучасні (напів)кантони Аппенцелль-Іннерроден (католицький) та Аппенцелль-Ауссерроден (протестантський). Після того, як арбітри під час поділу землі вирішили, що жителі Іннерродена можуть продовжувати використовувати герб неподільного кантону, Ауссерроден був змушений створити новий герб. Він зробив це, додавши літери «U» (пишеться як «V») та «R», що означають «Ussere Roden» (= Ауссерроден).

## Інші вексилологічні та геральдичні зображення
Прапор також випускається у вигляді орифлами, з хвостом або плоскою основою. Прапор-фрифлама кантонів, на якому у верхній частині зображено прапор кантону, а в нижній частині — кольори кантону, називається «повним» прапором.
Повний прапор Аппенцелль-Іннерроден також є прапором обох Аппенцелів, тоді як колишні напівкантони представлені лише на одному прапорі.
Герб можна знайти на задніх номерних знаках транспортних засобів, зареєстрованих у кантоні Аппенцелль-Іннерроден.

## Герб столиці Аппенцелль
Місто Аппенцелль (також відоме як округ) має такого ж ведмедя на гербі, але з червоним колом у лапах. Це покликано підкреслити єдність міста та водночас його значення як столиці кантону.

## Галерея

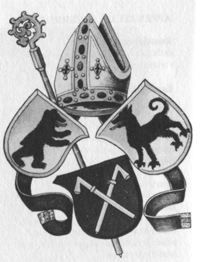
Герб абата Ульріха Реша, оточений подвійним гербом княжого абатства Санкт-Галлен та графства Тоггенбург
Прапор кантону Аппенцелль-Ауссерроден з літерами «V» і «R»
Герб кантону Аппенцелль-Ауссерроден з літерами «V» і «R»
Прапор міста Аппенцелль
Герб міста Аппенцелль
Повний прапор Аппенцелль-Іннерродена
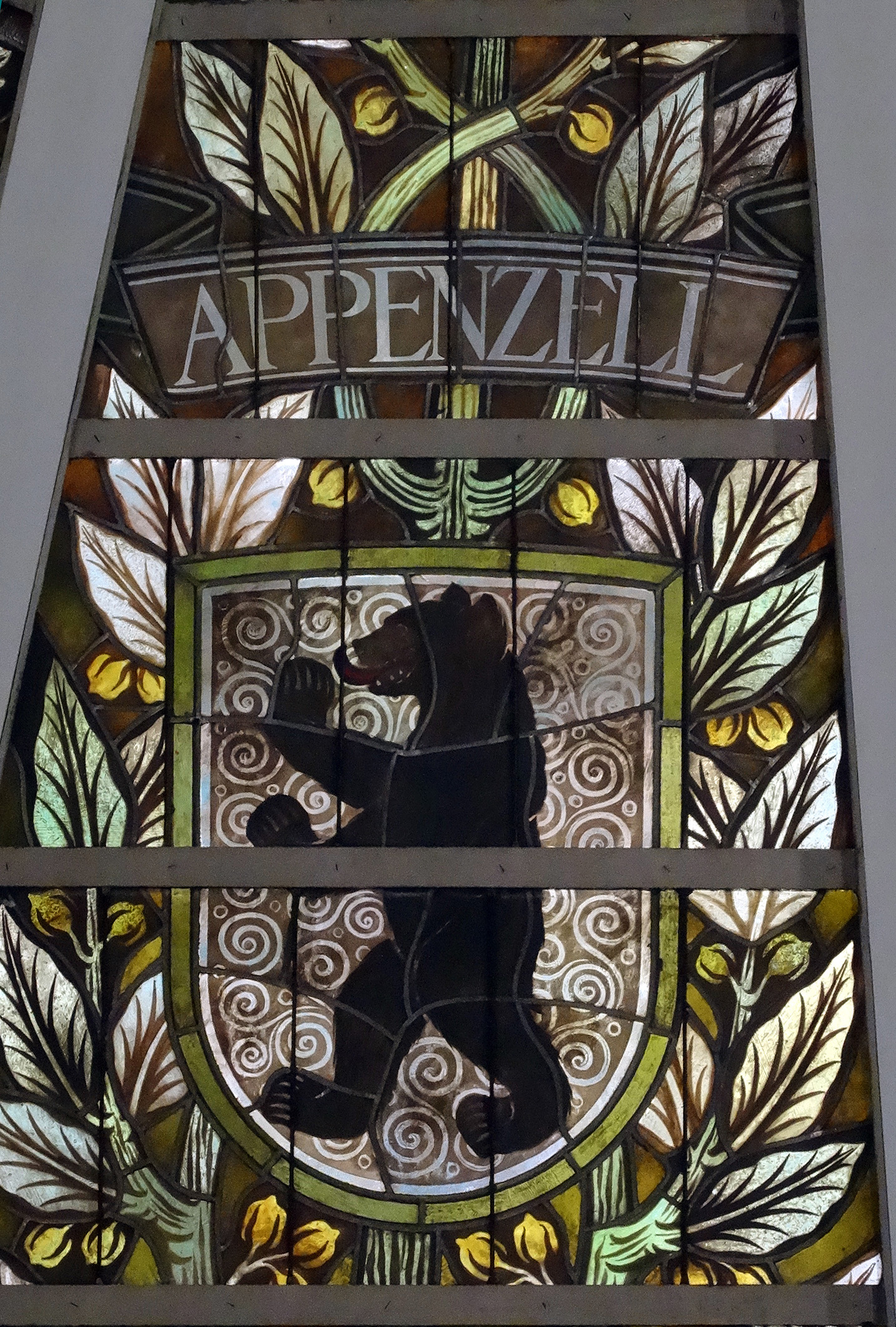
Вітраж із зображенням герба на куполі Федерального палацу.
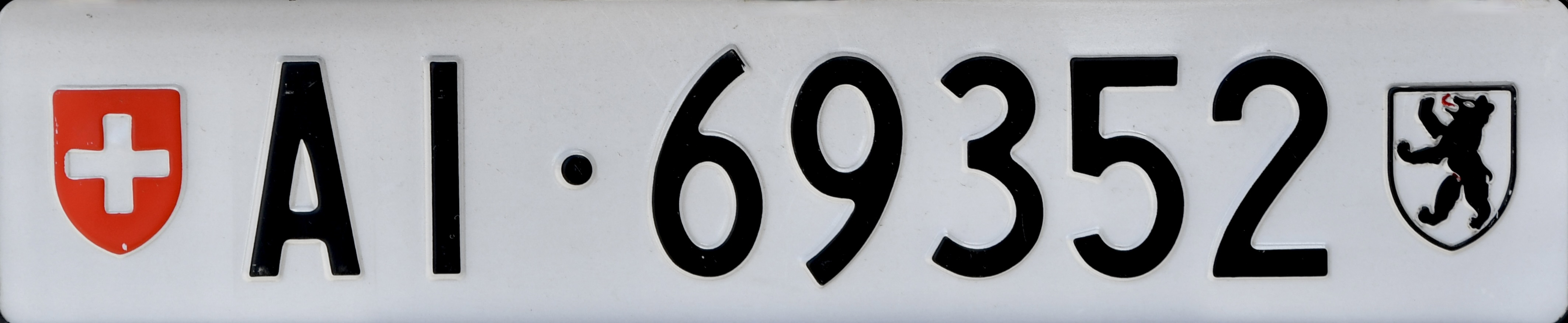
Задній номерний знак Аппенцелль-Іннерродена.